# Arsen Pavlov
Arsen Sergejevitj Pavlov (ryska: Арсе́н Серге́евич Па́влов), känd som Motorola (Моторо́ла), född 2 februari 1983 i Uchta, död 16 oktober 2016 i Donetsk, var en militär ledare och överstelöjtnant för Spartabataljonen i Folkrepubliken Donetsk. Bataljonen är en prorysk väpnad grupp, som strider i Donbass mot den ukrainska regeringen i det pågående kriget i östra Ukraina. Han hade tidigare stridit i andra Tjetjenienkriget.
År 2014 deltog Pavlov i slaget om Slovjansk. Hans förband har deltagit i flera i strider under kriget i Donbass, bl.a. vid Ilovajsk (augusti–september 2014), då den ukrainska armén led svåra förluster efter att separatisterna fått stöd av ryskt artilleri, vid Donetsk internationella flygplats (september 2014 – januari 2015) och i "slaget om Debaltseve" i trakten av Debaltseve (januari-februari 2015).
Pavlov var internationellt efterlyst av ukrainska myndigheter för krigsförbrytelser sedan Spartabataljonen intog flygplatsen i Donetsk i januari 2015. Ukraina har över 600 vittnesmål mot honom. 2015 pekades han ut för mord på en krigsfånge. Han stod också på EU:s sanktionslista.
Pavlov dödades av en bomb som placerats i hissen i hans bostadshus. Även hans livvakt dödades och flera andra personer skadades i samband med explosionen. Den okända ukrainska nationalistgruppen Misantropiska divisionen tog på sig dådet.
Pavlov var rysk medborgare.